# Hrabstwo Marathon
Hrabstwo Marathon – hrabstwo w USA, w stanie Wisconsin, według spisu z 2000 roku liczba ludności wynosiła 125 834. Siedzibą hrabstwa jest Wausau.

## Geografia
Według spisu z 2000 roku hrabstwo zajmuje powierzchnię 4082 km², z czego 4001 km² stanowią lądy, a 81 km² stanowią wody.

### Sąsiednie hrabstwa
- Hrabstwo Lincoln – północ
- Hrabstwo Langlade – północny wschód
- Hrabstwo Shawano – wschód
- Hrabstwo Waupaca – południowy wschód

Stan Wisconsin na mapie USA

- Hrabstwo Portage – południe
- Hrabstwo Wood – południe
- Hrabstwo Clark – zachód
- Hrabstwo Taylor – północny zachód

## Demografia
Według spisu z 2000 roku hrabstwo zamieszkuje 125 834 osób, które tworzą 47 702 gospodarstw domowych oraz 33 868 rodzin. Gęstość zaludnienia wynosi 31 osób/km². Na terenie hrabstwa jest 50 360 budynków mieszkalnych o częstości występowania wynoszącej 13 budynków/km². Hrabstwo zamieszkuje 93,84% ludności białej, 0,28% ludności czarnej, 0,35% rdzennych mieszkańców Ameryki, 4,54% Azjatów, 0,02% mieszkańców  wysp Pacyfiku, 0,26% ludności innej rasy oraz 0,72% ludności wywodzącej się z dwóch lub więcej ras, 0,78% ludności to Hiszpanie, Latynosi lub inni. 52,6% mieszkańców ma niemieckie, a 13,6% mieszkańców polskie korzenie.
W hrabstwie znajduje się 47 702 gospodarstw domowych, w których 34,00% stanowią dzieci poniżej 18 roku życia mieszkający z rodzicami, 59,90% małżeństwa mieszkające wspólnie, 7,40% stanowią samotne matki oraz 29,00% to osoby nie posiadające rodziny. 23,60% wszystkich gospodarstw domowych składa się z jednej osoby oraz 9,50% żyje samotnie i ma powyżej 65 roku życia. Średnia wielkość gospodarstwa domowego wynosi 2,60 osoby, a rodziny wynosi 3,11 osoby.
Przedział wiekowy populacji hrabstwa kształtuje się następująco: 26,80% osób poniżej 18 roku życia, 8,20% pomiędzy 18 a 24 rokiem życia, 29,50% pomiędzy 25 a 44 rokiem życia, 22,50% pomiędzy 45 a 64 rokiem życia oraz 13,00% osób powyżej 65 roku życia. Średni wiek populacji wynosi 36 lat. Na każde 100 kobiet przypada 99,50 mężczyzn. Na każde 100 kobiet powyżej 18 roku życia przypada 97,40 mężczyzn.

### Miasta
- Bergen
- Berlin
- Bern
- Bevent
- Brighton
- Cassel
- Cleveland
- Day
- Easton
- Eau Pleine
- Elderon
- Emmet
- Frankfort
- Franzen
- Green Valley
- Guenther
- Halsey
- Hamburg
- Harrison
- Hewitt
- Holton
- Hull
- Johnson
- Knowlton
- Marathon
- McMillan
- Mosinee  – city
- Mosinee  – town
- Norrie
- Plover
- Reid
- Rib Falls
- Rib Mountain
- Rietbrock
- Ringle
- Spencer
- Stettin
- Schofield
- Texas
- Wausau – city
- Wausau – town
- Weston
- Wien

### Wioski
- Athens
- Brokaw
- Edgar
- Elderon
- Fenwood
- Hatley
- Kronenwetter
- Maine
- Marathon City
- Rothschild
- Spencer
- Stratford
- Weston

### CDP
- Knowlton
- Rib Mountain